# Deberndorf

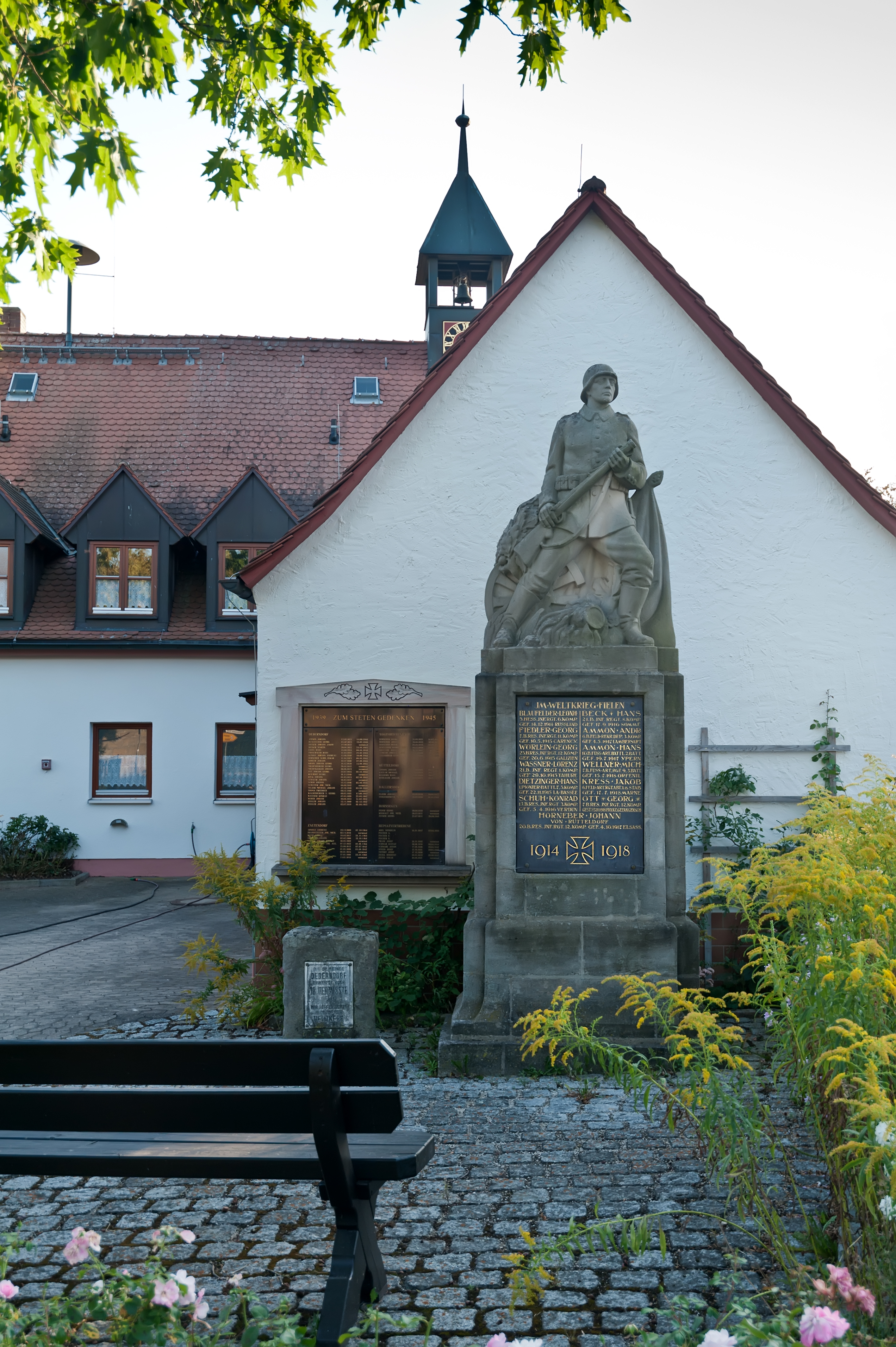
Kriegerdenkmal in Deberndorf

Deberndorf (fränkisch: „Däberndorf“) ist ein Gemeindeteil des Marktes Cadolzburg im Landkreis Fürth (Mittelfranken, Bayern). Die Gemarkung Deberndorf liegt teils auf dem Gemeindegebiet von Cadolzburg, teils auf dem Gemeindegebiet von Großhabersdorf. Sie hat eine Fläche von 16,516 km² und ist in 2292 Flurstücke aufgeteilt, die eine durchschnittliche Fläche von 7206,00 m² haben. In ihr liegen neben dem namensgebenden Ort die Gemeindeteile Ballersdorf, Hornsegen, Rütteldorf, Vogtsreichenbach und Zautendorf.

## Geographische Lage
Das Dorf liegt knapp fünf Kilometer südwestlich von Cadolzburg am Südhang des Dillenbergs. Durch das Ortsgebiet fließt der Deberndorfer Bach, der bei Rütteldorf in den Reichenbach, einen Zufluss der Bibert, mündet. Die Kreisstraße FÜ 24 führt nach Keidenzell (3,3 km nördlich). Die FÜ 19 führt nach Oberreichenbach (3 km westlich) bzw. nach Zautendorf (1,8 km östlich). Eine Gemeindeverbindungsstraße führt nach Ballersdorf (1,2 km südlich).

## Geschichte
1304 wurde der Ort als „Thebertendorf“ erstmals urkundlich erwähnt, als ein Rüdiger, genannt Speiser von Cadolzburg, Einkünfte dieses Ortes dem Kloster Heilsbronn schenkte. Der Ort wurde aber wahrscheinlich bereits im 8. Jahrhundert gegründet. Wahrscheinlich ist das Bestimmungswort des Ortsnamens „dobrŭ“ (slawisch: schön, passend) bzw. der slawische Personenname „Dobrota“. Zu dieser Zeit wurden viele der umliegenden Orte von slawischen Einwanderern gegründet.
Von 1409 bis 1652 war Deberndorf Ausstattungsgut des Klosters Langenzenn und musste den großen und kleinen Zehnt dorthin abführen. 1430 wurde der Ort der Pfarrei Langenzenn zugeteilt und vom burggräflichen Amt Cadolzburg verwaltet. Markgraf Georg der Fromme von Brandenburg-Ansbach veranlasste 1533 die Einführung der Reformation.
Der Nürnberger Patrizier und kaiserliche Rittmeister Sebastian Welser kam 1615 durch Heirat in den Besitz von drei Höfen in Deberndorf. Im ersten Viertel des 17. Jahrhunderts bildeten sie durch Zusammenschluss ein ländliches Gut. Die meisten Dörfer in der unmittelbaren Umgebung der Alten Veste wurden 1632 im Dreißigjährigen Krieg von den Truppen Tillys bei deren Rückzug zerstört. In Zautendorf wurden 86 Personen aus Deberndorf beigesetzt.
Nachdem der Ansbacher Markgraf Joachim Ernst die Baugenehmigung für die Errichtung eines Bauernhauses bewilligt hatte, beschränkte Welser sich nicht auf das beantragte Gehöft und errichtete ein schlossähnliches Gut. 1647, nach Welsers Tod, ging der Besitz an Lazarus von Neuenburg über. Durch Heirat und Zukauf gelang es ihm, den durch Erbschaft zersplitterten Besitz wieder zu vereinen. Im Jahre 1676 wurde das Gut von Markgraf Johann Friedrich über einen Mittelsmann erworben und zu einer repräsentativen, großen Gutsanlage erweitert. In den nächsten Jahren vergab er es wegen Unrentabilität als Lehen.
Oberstleutnant Gottfried von Jahnus erwarb 1697 das Gut und vom Markgrafen zusätzlichen Landbesitz und Privilegien, wie die Dorfgerechtigkeit, das kleine Weidwerk und die Macht zu bauen und aufzurichten.
Im Jahre 1712 ging das Gut an den Markgrafen Wilhelm Friedrich zurück. Dieser verlieh es dem Dragonerobristen Ernst Hartmann von Diemar. Baudirektor Leopoldo Retti und Johann David Steingruber bauten das ehemalige welserische Gut zu einer ansehnlichen Schlossanlage aus. Der Tod Diemars 1754 verzögerte die Fertigstellung der Gesamtanlage. Nach kurzer Zeit gab sein Sohn das Erbe an den Markgrafen Karl Wilhelm Friedrich zurück. In der Zwischenzeit wurde die Anlage als Lustschloss geplant und im Jahr 1761 vollendet und eingeweiht.
Ab den 1770er Jahren häuften sich die Reparaturen an Schloss und Nebengebäuden. Um aufwändige Unterhaltskosten zu sparen, verpachtete man Brauhaus und Garten. Über mehrere Besitzer gelangte das Schloss an den Wirt und Metzgermeister Johann Adam Horneber. Nach seinem Tod 1870 ließ dessen Gattin das Schloss abbrechen. Der letzte Besitzer der Brauerei war Johann Jakob Dorn; mit der Einstellung des Brauereibetriebes endete die Geschichte des ehemaligen Schlossguts.
Ohne das Schloss verloren viele Deberndorfer ihr Einkommen, da viele als Zimmerleute, Gärtner, Pferdeknechte, Reitknechte oder Diener Beschäftigung gefunden hatten. Die Bevölkerung konzentrierte sich auf Landwirtschaft und Weberei. Die handwerksmäßige Hausweberei wurde durch die Industrialisierung der Weberei zunehmend unrentabel. Nach dem Deutsch-Französischen Krieg 1870/71 und der verstärkten Bautätigkeit in Nürnberg und Fürth verdingten sich viele Deberndorfer in den Steinbrüchen des Dillenberges. Der Sandstein wurde in den Städten für die entstehenden großen Prachtbauten benötigt.
Den Sandstein besser abtransportieren zu können, war auch ausschlaggebend für die Überlegungen, die Rangaubahn über Deberndorf nach und Seubersdorf in das Biberttal zu verlängern. Die Lokalbahn Aktien-Gesellschaft lehnte das auf Grund der „ungünstigen Terrainverhältnisse“ ab. Nach dem Niedergang des Steinbrechens wurden viele Deberndorfer wieder Kleinbauern.
In den beiden Weltkriegen starben 43 Deberndorfer. Beim Einmarsch der amerikanischen Soldaten 1945 wurden einige Häuser durch Artillerie zerstört.

### Verwaltungsgeschichte
Gegen Ende des 18. Jahrhunderts gab es in Deberndorf 27 Anwesen. Das Hochgericht übte das brandenburg-ansbachische Stadtvogteiamt Langenzenn aus. Die Dorf- und Gemeindeherrschaft hatte das brandenburg-ansbachische Verwalteramt Deberndorf. Grundherren waren das Verwalteramt Deberndorf (Schloss, vier Höfe, fünf Güter, zwölf Häuser, eine Ziegelhütte, ein Hirtenhaus), das Klosterverwalteramt Heilsbronn (ein Gut) und die Deutschordenskommende Nürnberg (ein Halbhof).
Von 1797 bis 1808 unterstand der Ort dem Justiz- und Kammeramt Cadolzburg. Im Rahmen des Gemeindeedikts wurde 1808 der Steuerdistrikt Deberndorf gebildet, zu dem Ballersdorf, Hornsegen, Rütteldorf, Vogtsreichenbach und Zautendorf gehörten. Im selben Jahr entstand die Ruralgemeinde Deberndorf, die deckungsgleich mit dem Steuerdistrikt war. Sie war in Verwaltung und Gerichtsbarkeit dem Landgericht Cadolzburg zugeordnet und in der Finanzverwaltung dem Rentamt Cadolzburg (1919 in Finanzamt Cadolzburg umbenannt). Ab 1862 gehörte Deberndorf zum Bezirksamt Fürth (1939 in Landkreis Fürth umbenannt). Die Gerichtsbarkeit blieb beim Landgericht Cadolzburg (1879 in das Amtsgericht Cadolzburg umgewandelt), seit dem 1. März 1931 wird sie vom Amtsgericht Fürth wahrgenommen. Die Finanzverwaltung wurde am 1. Januar 1929 vom Finanzamt Fürth übernommen. Die Gemeinde hatte 1964 eine Gebietsfläche von 16,628 km².
Am 31. Dezember 1971 wurde die Gemeinde Deberndorf im Zuge der Gebietsreform in Bayern aufgelöst: Hornsegen wurde nach Großhabersdorf eingegliedert, alle übrigen Gemeindeteile nach Cadolzburg.

### Baudenkmäler
- Deberndorfer Hauptstraße 16: Wohnhaus[14]
- ehemaliges Schloss[14]

### Einwohnerentwicklung
Gemeinde Deberndorf
| Jahr      | 1818   | 1840   | 1852   | 1855   | 1861   | 1867   | 1871   | 1875   | 1880   | 1885   | 1890   | 1895   | 1900   | 1905   | 1910   | 1919   | 1925   | 1933   | 1939   | 1946   | 1950   | 1952   | 1961   | 1970   |
| Einwohner | 556    | 684    | 702    | 729    | 748    | 763    | 770    | 720    | 679    | 649    | 634    | 605    | 605    | 616    | 637    | 634    | 620    | 618    | 583    | 782    | 821    | 766    | 599    | 653    |
| Häuser    | 89     | 94     |        |        |        |        | 120    |        |        | 124    | 129    |        | 120    |        |        |        | 121    |        |        |        | 117    |        | 125    |        |
| Quelle    | [ 16 ] | [ 17 ] | [ 18 ] | [ 18 ] | [ 19 ] | [ 20 ] | [ 21 ] | [ 22 ] | [ 23 ] | [ 24 ] | [ 25 ] | [ 18 ] | [ 26 ] | [ 18 ] | [ 27 ] | [ 18 ] | [ 28 ] | [ 18 ] | [ 18 ] | [ 18 ] | [ 29 ] | [ 18 ] | [ 11 ] | [ 30 ] |

Ort Deberndorf
| Jahr      | 001818 | 001840 | 001861 | 001871 | 001885 | 001900 | 001925 | 001950 | 001961 | 001970 | 001987 | 002011 | 002020 |
| Einwohner | 207    | 301    | 322    | 363    | 273    | 258    | 255    | 335    | 287    | 355    | 462    | *738   | *710   |
| Häuser    | 30     | 34     |        |        | 54     | 54     | 55     | 53     | 59     |        | 118    |        |        |
| Quelle    | [ 16 ] | [ 17 ] | [ 19 ] | [ 21 ] | [ 24 ] | [ 26 ] | [ 28 ] | [ 29 ] | [ 11 ] | [ 30 ] | [ 31 ] |        | [ 32 ] |

## Religion
Der Ort ist seit der Reformation evangelisch-lutherisch geprägt und bis heute nach St. Johannes der Täufer (Zautendorf) gepfarrt. Die Einwohner römisch-katholischer Konfession sind nach St. Otto (Cadolzburg) gepfarrt.